# 若瑟·彼得羅基
若瑟·彼得羅基（義大利語：Giuseppe Petrocchi；1948年8月19日—）是天主教意大利籍司鐸級樞機及現任拉奎拉總教區總主教。

## 生平
若瑟·彼得羅基於1948年8月19日在意大利中部馬爾凱大區阿斯科利皮切諾省的城市阿斯科利皮切諾出生，1973年9月14日晉鐸。
1998年6月27日，彼得羅基被時任教宗若望·保祿二世任命為拉蒂納-泰拉奇納-塞澤-普里韋爾諾教區主教，並於1998年9月20日由桑托斯·阿夫里爾·卡斯特略晉牧。2013年6月8日，彼得羅基接任成為拉奎拉總教區正權總主教，並於同年7月7日就任。
2018年5月20日，教宗方濟各宣佈樞機團將會於同年6月29日增添14位成員，彼得羅基是其中一位。他們後來提前一天加入樞機團。他於該日獲冊封為司鐸級樞機，領佛羅倫薩的聖若望堂區司鐸銜。
彼得羅基於2019年4月27日成為聖座封聖部的成員。

## 牧徽

若瑟·彼得羅基枢机牧徽